# Slagspil
Slagspil er en grundtype af spil inden for golfsporten. Hver spiller i matchen tæller det antal slag, vedkommende har brugt på de enkelte huller, sammen. Den, der har brugt færrest slag til sidst, vinder. Man regner med 2 forskellige former. Enten kan man spille med brutto score, hvilket vil sige uden handicap, og med Netto-score hvilket vil sige efter ens handicap er blevet trukket fra scoren. Dette gør at alle golfspillere vil kunne spille mod hinanden uanset niveau.